# ITF Přerov
Das ITF Přerov ist ein Tennisturnier der ITF Women’s World Tennis Tour, das in Přerov, Tschechien auf Sandplatz ausgetragen wird.

## Siegerliste

### Einzel
| Jahr                   | Siegerin                 | Finalgegnerin          | Ergebnis       |
| ---------------------- | ------------------------ | ---------------------- | -------------- |
| ↓ Kategorie: $25.000 ↓ |                          |                        |                |
| 2005                   | Joanna Sakowicz-Kostecka | Lucie Hradecká         | 6:4, 6:4       |
| 2006                   | Anne Keothavong          | Angelique Kerber       | 6:4, 7:5       |
| 2007                   | Petra Kvitová            | Magdaléna Rybáriková   | 7:5, 6:3       |
| 2008                   | Tereza Hladíková         | Ana Savić              | 6:4, 7:5       |
| 2009                   | Claire Feuerstein        | Xenija Lykina          | 6:75, 6:3, 6:4 |
| 2010                   | Renata Voráčová          | Claire Feuerstein      | 4:6, 6:3, 7:5  |
| 2011                   | Réka Luca Jani           | Karolína Plíšková      | 6:0, 6:3       |
| ↓ Kategorie: $15.000 ↓ |                          |                        |                |
| 2012                   | Andreea Mitu             | Martina Kubičíková     | 6:2, 6:3       |
| 2013                   | Réka Luca Jani           | Jekaterina Alexandrowa | 6:2, 7:64      |
| 2014                   | Barbora Krejčíková       | Lenka Juríková         | 6:3, 6:4       |
| 2015                   | Markéta Vondroušová      | Jekaterina Alexandrowa | 6:1, 6:4       |
| ↓ Kategorie: $10.000 ↓ |                          |                        |                |
| 2016                   | Lenka Juríková           | Anastasia Zarycká      | 6:2, 6:4       |
| ↓ Kategorie: $15.000 ↓ |                          |                        |                |
| 2017                   | Lenka Juríková           | Miriam Kolodziejová    | 6:4, 6:4       |
| 2018                   | Gabriela Pantůčková      | Magdaléna Pantůčková   | 6:4, 6:0       |
| ↓ Kategorie: W25 ↓     |                          |                        |                |
| 2019                   | Anhelina Kalinina        | Eliza Kostowa          | 6:1, 4:6, 6:1  |
| 2020                   | Grace Min                | Georgina García Pérez  | 6:3, 0:6, 7:5  |
| ↓ Kategorie: W60 ↓     |                          |                        |                |
| 2021                   | Linda Nosková            | Alexandra Ihnazik      | 6:72, 6:4, 6:3 |
| 2022                   | Barbora Palicová         | Sada Nahimana          | 6:2, 1:6, 6:0  |
| 2023                   | Mia Ristić               | Aurora Zantedeschi     | 6:1, 6:2       |
| ↓ Kategorie: W75 ↓     |                          |                        |                |
| 2024                   | Noma Noha Akugue         | Kryszina Dsmitruk      | 6:2, 3:6, 6:1  |

### Doppel
| Jahr                   | Siegerinnen                               | Finalgegnerinnen                        | Ergebnis          |
| ---------------------- | ----------------------------------------- | --------------------------------------- | ----------------- |
| ↓ Kategorie: $25.000 ↓ |                                           |                                         |                   |
| 2005                   | Lucie Hradecká Gabriela Chmelinová        | Gréta Arn Margit Ruutel                 | 3:6, 6:4, 6:4     |
| 2006                   | Nikola Fraňková Andrea Sestini Hlaváčková | Eva Hrdinová Stanislava Hrozenská       | 6:2, 6:75, 6:3    |
| 2007                   | Veronika Chvojková Kateřina Vaňková       | Gabriela Chmelinová Michaela Paštiková  | 3:6, 6:4, [12:10] |
| 2008                   | Tereza Hladíková Renata Voráčová          | Xenija Lykina Kateřina Vaňková          | 6:0, 3:6, [10:3]  |
| 2009                   | Sandra Klemenschits Andreja Klepač        | Darija Jurak Katalin Marosi             | 7:63, 3:6, [10:7] |
| 2010                   | Iveta Gerlová Lucie Kriegsmannová         | Olga Brózda Natalia Kołat               | 6:1, 6:3          |
| 2011                   | Kateřina Kramperová Karolína Plíšková     | Ljudmyla Kitschenok Nadija Kitschenok   | 6:3, 6:4          |
| ↓ Kategorie: $15.000 ↓ |                                           |                                         |                   |
| 2012                   | Nikola Fraňková Tereza Hladíková          | Simona Dobrá Lucie Kriegsmannová        | 4:6, 7:67, [10:8] |
| 2013                   | Petra Krejsová Jesika Malečková           | Wiktorija Kan Hanna Posnichirenko       | 6:1, 4:6, [10:5]  |
| 2014                   | Chantal Škamlová Barbora Štefková         | Eva Rutarová Karolína Stuchlá           | 6:4, 6:3          |
| 2015                   | Miriam Kolodziejová Markéta Vondroušová   | Martina Borecká Jesika Malečková        | 6:4, 6:1          |
| ↓ Kategorie: $10.000 ↓ |                                           |                                         |                   |
| 2016                   | Jana Jablonovská Vendula Žovincová        | Kristýna Hrabalová Nikola Tomanová      | 6:2, 7:64         |
| ↓ Kategorie: $15.000 ↓ |                                           |                                         |                   |
| 2017                   | Dagmar Dudláková Miriam Kolodziejová      | Tereza Janatová Natalie Novotná         | 6:1, 6:3          |
| 2018                   | Jana Jablonovská Lenka Juríková           | Karolína Kubáňová Laetitia Pulchartová  | 2:6, 6:1, [10:6]  |
| ↓ Kategorie: W25 ↓     |                                           |                                         |                   |
| 2019                   | Karolína Kubáňová Nikola Tomanová         | Kateřina Mandelíková Anna Morgina       | 6:4, 7:62         |
| 2020                   | Chantal Škamlová Tereza Smitková          | Nicoleta-Cătălina Dascălu Raluca Șerban | 7:65, 7:64        |
| ↓ Kategorie: W60 ↓     |                                           |                                         |                   |
| 2021                   | Carolina Meligeni Alves Sarah Beth Grey   | Mana Kawamura Funa Kozaki               | 6:4, 3:6, [13:11] |
| 2022                   | Anastasia Dețiuc Miriam Kolodziejová      | Funa Kozaki Misaki Matsuda              | 7:64, 4:6, [10:5] |
| 2023                   | Sapfo Sakellaridi Anna Sisková            | Angelica Moratelli Camilla Rosatello    | 6:2, 6:3          |
| ↓ Kategorie: W75 ↓     |                                           |                                         |                   |
| 2024                   | Jelena Pridankina Julie Štruplová         | Noma Noha Akugue Sapfo Sakellaridi      | 6:3, 6:4          |

## Quelle
- ITF Homepage